# Osmoy, Yvelines
Osmoy là một xã của Pháp, nằm ở tỉnh Yvelines trong vùng Île-de-France của Pháp. Người dân ở đây trong tiếng Pháp gọi là Osmoyens.
Các đơn vị giáp ranh: Saint-Martin-des-Champs về phía bắc, Flexanville về phía đông và Orgerus về phía tây nam.